# НБА в сезоні 1966–1967
Сезон НБА 1966–1967 був 21-им сезоном в Національній баскетбольній асоціації. Переможцями сезону стали «Філадельфія Севенті-Сіксерс», які здолали у фінальній серії «Сан-Франциско Ворріорс».

## Регламент змагання
Участь у сезоні брали 10 команд, розподілених між двома дивізіонами.
По ходу регулярного сезону кожна з команд-учасниць провела по 81 грі. До плей-оф, який проходив за олімпійською системою, виходили по 4 кращих команди з кожного дивізіону. На стадії півфіналів дивізіонів проводилися серії ігор до трьох перемог, причому лідерам регулярного сезону кожного з дивізіонів протистояли команди, що посіли четверті місця тих же дивізіонів, а другі та треті місця складали другу півфінальну пару кожного з дивізіонів. Переможці півфіналів грали між собою у фіналах дивізіонів, в яких для перемоги необхідно було виграти чотири гри серії.
Чемпіони кожного з дивізіонів, що визначалися на стадії плей-оф, для визначення чемпіона НБА зустрічалися між собою у Фіналі, що складався із серії ігор до чотирьох перемог.

## Регулярний сезон

### Підсумкові таблиці за дивізіонами
| Східний                         | В  | П  | %П   | Відст | Дом   | Гост  | Нейтр | Див   |
| ------------------------------- | -- | -- | ---- | ----- | ----- | ----- | ----- | ----- |
| x-«Філадельфія Севенті-Сіксерс» | 68 | 13 | .840 | –     | 28–2  | 26–8  | 14–3  | 28–8  |
| x-«Бостон Селтікс»              | 60 | 21 | .741 | 8     | 27–4  | 25–11 | 8–6   | 30–6  |
| x-«Цинциннаті Роялс»            | 39 | 42 | .481 | 29    | 20–11 | 12–24 | 7–7   | 14–22 |
| x-«Нью-Йорк Нікс»               | 36 | 45 | .444 | 32    | 20–15 | 9–24  | 7–6   | 11–25 |
| «Балтимор Буллетс»              | 20 | 61 | .247 | 48    | 12–20 | 3–30  | 5–11  | 7–29  |

| Західний                   | В  | П  | %П   | Відст | Дом   | Гост  | Нейтр | Див   |
| -------------------------- | -- | -- | ---- | ----- | ----- | ----- | ----- | ----- |
| x-«Сан-Франциско Ворріорс» | 44 | 37 | .543 | –     | 18–10 | 11–19 | 15–8  | 24–12 |
| x-«Сент-Луїс Гокс»         | 39 | 42 | .481 | 5     | 18–11 | 12–21 | 9–10  | 21–15 |
| x-«Лос-Анджелес Лейкерс»   | 36 | 45 | .444 | 8     | 21–18 | 12–20 | 3–7   | 14–22 |
| x-«Чикаго Буллз»           | 33 | 48 | .407 | 11    | 17–19 | 9–17  | 7–12  | 17–19 |
| «Детройт Пістонс»          | 30 | 51 | .370 | 14    | 12–18 | 9–19  | 9–14  | 14–22 |

Легенда:
- x – Учасники плей-оф

## Плей-оф
Переможці пар плей-оф позначені жирним. Цифри перед назвою команди відповідають її позиції у підсумковій турнірній таблиці регулярного сезону конференції. Цифри після назви команди відповідають кількості її перемог у відповідному раунді плей-оф.
|  | Півфінали дивізіонів | Півфінали дивізіонів | Півфінали дивізіонів |             |   | Фінали дивізіонів | Фінали дивізіонів | Фінали дивізіонів |  |  | Фінал НБА | Фінал НБА     | Фінал НБА |
|  |                      |                      |                      |             |   |                   |                   |                   |  |  |           |               |           |
|  | 1                    | Сан-Франциско        | 3                    |             |   |                   |                   |                   |  |  |           |               |           |
|  | 3                    | Л.А. Лейкерс         | 0                    |             |   |                   |                   |                   |  |  |           |               |           |
|  | 3                    | Л.А. Лейкерс         | 0                    |             | 1 | Сан-Франциско     | 4                 |                   |  |  |           |               |           |
|  | Західний Дивізіон    |                      |                      |             | 1 | Сан-Франциско     | 4                 |                   |  |  |           |               |           |
|  |                      |                      | 2                    | Сент-Луїс   | 2 |                   |                   |                   |  |  |           |               |           |
|  | 4                    | Чикаго               | 2                    | Сент-Луїс   | 2 | 0                 |                   |                   |  |  |           |               |           |
|  | 4                    | Чикаго               |                      |             |   | 0                 |                   |                   |  |  |           |               |           |
|  | 2                    | Сент-Луїс            | 3                    |             |   |                   |                   |                   |  |  |           |               |           |
|  |                      |                      |                      |             |   |                   |                   |                   |  |  | W1        | Сан-Франциско | 2         |
|  |                      |                      | E1                   | Філадельфія | 4 |                   |                   |                   |  |  |           |               |           |
|  | 1                    | Філадельфія          | 3                    |             |   |                   |                   |                   |  |  |           |               |           |
|  | 3                    | Цинциннаті           | 1                    |             |   |                   |                   |                   |  |  |           |               |           |
|  | 3                    | Цинциннаті           | 1                    |             | 1 | Філадельфія       | 4                 |                   |  |  |           |               |           |
|  | Східний Дивізіон     |                      |                      |             | 1 | Філадельфія       | 4                 |                   |  |  |           |               |           |
|  |                      |                      | 2                    | Бостон      | 1 |                   |                   |                   |  |  |           |               |           |
|  | 4                    | Нью-Йорк             | 2                    | Бостон      | 1 | 1                 |                   |                   |  |  |           |               |           |
|  | 4                    | Нью-Йорк             |                      |             |   | 1                 |                   |                   |  |  |           |               |           |
|  | 2                    | Бостон               | 3                    |             |   |                   |                   |                   |  |  |           |               |           |

## Лідери сезону за статистичними показниками
| Показник                  | Гравець         | Команда                       | Результат |
| ------------------------- | --------------- | ----------------------------- | --------- |
| Очки                      | Рік Беррі       | «Сан-Франциско Ворріорс»      | 2,775     |
| Підбирання                | Вілт Чемберлейн | «Філадельфія Севенті-Сіксерс» | 1,957     |
| Передачі                  | Гай Роджерс     | «Чикаго Буллз»                | 908       |
| % влучань з гри           | Вілт Чемберлейн | «Філадельфія Севенті-Сіксерс» | .683      |
| % влучань штрафних кидків | Адріан Сміт     | «Цинциннаті Роялс»            | .903      |

## Нагороди НБА

### Щорічні нагороди
- Найцінніший гравець: Вілт Чемберлейн, «Філадельфія Севенті-Сіксерс»
- Новачок року: Дейв Бінг, «Детройт Пістонс»
- Тренер року: Джонні Керр, «Чикаго Буллз»

| - Перша збірна всіх зірок: - Вілт Чемберлейн, «Філадельфія Севенті-Сіксерс» - Оскар Робертсон, «Цинциннаті Роялс» - Джеррі Вест, «Лос-Анджелес Лейкерс» - Елджин Бейлор, «Лос-Анджелес Лейкерс» - Рік Беррі, «Сан-Франциско Ворріорс» | - Друга збірна всіх зірок: - Гел Грір, «Філадельфія Севенті-Сіксерс» - Сем Джонс, «Бостон Селтікс» - Джеррі Лукас, «Цинциннаті Роялс» - Вілліс Рід, «Нью-Йорк Нікс» - Білл Расселл, «Бостон Селтікс» |

- Перша збірна новачків:
  - Джек Марін, «Балтимор Буллетс»
  - Дейв Бінг, «Детройт Пістонс»
  - Ервін Мюллер, «Чикаго Буллз»
  - Лу Гадсон, «Сент-Луїс Гокс»
  - Кеззі Расселл, «Нью-Йорк Нікс»